# Ilson de Jesus Montanari
Ilson de Jesus Montanari, född 18 juli 1959 i Sertãozinho i delstaten  São Paulo, är en brasiliansk prelat i Romersk-katolska kyrkan.
Montanari har varit sekreterare vid Biskopskongregationen sedan 2013. Han är vice-camerlengo sedan 2020.